# Lauren Arndt
Lauren Arndt (31 de enero de 1985) es una deportista australiana que compitió en natación, en la modalidad de aguas abiertas. Ganó una medalla de bronce en el Campeonato Mundial de Natación en Aguas Abiertas de 2004, en la prueba de 10 km.

## Palmarés internacional
| Campeonato Mundial | Campeonato Mundial | Campeonato Mundial | Campeonato Mundial |
| Año                | Lugar              | Medalla            | Prueba             |
| ------------------ | ------------------ | ------------------ | ------------------ |
| 2004               | Dubái (EAU)        | Medalla de bronce  | 10 km              |